# Svanatjärnarna (Malå socken, Lappland, 721744-163521)
Svanatjärnarna är en sjö i Malå kommun i Lappland och ingår i Umeälvens huvudavrinningsområde. Svanatjärnarna ligger i Vindelälven Natura 2000-område.